# مدرسة القبة الشرعية
المدرسة القبّة الشرعية أو اختصارًا المدرسة القبة هي مدرسة إسلامية حنفية في الهفوف، المملكة العربية السعودية. هي أقدم مدرسة دينية بالأحساء وتقع في الجهة الشمالية من حي الكوت بمدينة الهفوف والجهة الجنوبية الغربية من قصر إبراهيم الأثري، سميت بذلك لوجود قبة كبيرة تاريخية بها. أوقفها الوالي العثماني علي بن أحمد باشا البريكي سنة 1019 هـ/ 1610م، تقدر مساحتها 204 أمتار مربعة وخمسة عشر سنتيميتر وتتميز بطراز عثماني وتعد أول مدرسة علمية مستقلة متخصصة في تدريس العلوم الشرعية واللغة العربية في شرق الجزيرة العربية والخليج العربي، يؤكد بعض أقوال تاريخ شفوي وجود طريق سري يربط بين القصر والمدرسة كان يستخدمه المعلمون أثناء ذهابهم إلى القصر، في حال استدعائهم من قبل الوالي العثماني على المنطقة، وقد قام بالتدريس فيها على مدى قرون ماضية عدد من مشايخ أسرة الملا، منهم عبد اللطيف بن عبد الرحمن الملا، وقام بتجديد بنائها محمد بن أحمد الملا وتم افتتاحها مجدداً في 1 محرم 1431 هـ/ 17 ديسمبر 2009.

## تاريخها
أسسها وأوقفها الوالي العثماني علي بن أحمد باشا البريكي في يوم 1 شعبان 1019/ 18 أكتوبر 1610 على طلبة العلم من الحنفية، وجعل على نظارتها محمد بن علي آل ملا، ومن بعده يسندها إليه من ذريته، وشرط أن يكون المدرس فيها حنفي المذهب. أوقف أحمد باشا البريكي عليها أوقافًا من العقارات ومزارع الأرز والتمور لتمويل نفقاتها. 

كان يدرس بهذه المدرسة من أسرة آل ملا عمر بن محمد ثم ابنه عبد الرحمن ثم ابنه عبد اللطيف ثم عبد الله بن أبي بكر ثم عبد اللطيف بن عبد الرحمن، وآخر من درس بها ابنه أحمد بن عبد اللطيف آل ملا المتوفي سنة 1402 هـ/ 1982 م ثم ساءت حالة مبني المدرسة. حتى قام محمد بن أحمد آل ملا بتجديد عمارتها لتؤدي رسالتها والتي من أجلها أوقفها مؤسسها. 

جرى ترميم هذه المدرسة وتجديد بنائها تحت إشراف محمد بن أحمد الملا وتم افتتاحها مجدداً بتاريخ 1 محرم 1431 هـ/ 17 ديسمبر 2009. وعملية الترميم كلف له 300 ألف ريال سعودي، واستخدم في مشروعه مواد من البيئة كالطين واللبن والجص للحفاظ على الطابع القديم للمدرسة.